# John Whitaker
John Whitaker, född 5 augusti 1955 i Huddersfield, West Yorkshire, är en brittisk hoppryttare, som även är medlem (MBE) i Brittiska Imperieorden. Han har vunnit fyra EM-guld, två VM-silver och två OS-silver. Han var medlem i det brittiska landslaget i hoppning så länge som 31 år mellan 1975 och 2006 men är främst känd som ryttare till hopphästen Milton.

## Historia
John Whitaker föddes 1955 i en hästintresserad familj, som drev ett eget mejeri. Han var äldst av fyra bröder och två av hans bröder, Michael Whitaker och Steven Whitaker tävlar också framgångsrikt inom hästhoppning. Hästintresset har även ärvts vidare i Whitakers tre barn, då sonen Robert Whitaker tävlar på internationell nivå och även döttrarna Louise och Joanne har gjort sig namn inom ridsporten. Även Whitakers niece Ellen Whitaker är en erkänd hoppryttarinna.
Whitakers mor Enid var den som lärde honom att rida. Whitaker började tävla på allvar först vid arton års ålder, då på hästen Ryans Son. Ryans Son var en typisk körhäst med stora fötter och ett stort huvud som var lågt rankad och utan meriter. Vid sjutton års ålder hade Whitaker ställt ut sina två hästar Ryans Son och Singing Wind på en utställning i Yorkshire, men Ryans Son fick hela 20 minuspoäng första dagen.
Men redan 1975, två år efter att Whitaker börjat tävla med Ryans Son, blev de utvalda att tävla för brittiska landslaget och Whitaker fortsatte rida Ryans Son i hela 14 år. De vann flera stora internationella tävlingar tillsammans, bland annat var de båda med och vann lag-silver vid OS i Los Angeles 1984.
Whitaker skulle bli mest känd när han började tävla med den vita hästen Milton. Whitaker fick Milton redan 1985 och han började så smått att ersätta Ryans Son med Milton. Tillsammans vann de flera guld i EM och Milton blev den första häst som vunnit över 10 miljoner kronor. Efter Miltons pension år 1994 fortsatte Whitaker att tävla bland annat med hästar som Peppermill.
2006 drog sig Whitaker tillbaka från tävlingslivet efter hela 31 år i det brittiska landslaget. Istället satsade Whitaker på sitt eget klädmärke "John Whitaker International Ltd" som specialiserar sig på ridkläder och hästutrustning. Han gör också hundtäcken som heter obtrack och oftast är svart och vitt eller rött och svart.

## Meriter
Guld
- EM 1985 i Dinard (Lag)
- EM 1987 i St Gallen (Lag)
- EM 1989 i Rotterdam (Lag)
- EM 1989 i Rotterdam (Individuellt)

Silver
- OS 1984 i Los Angeles (Lag)
- Alternativa OS 1980 i Rotterdam (Individuellt)
- Alternativa OS 1980 i Rotterdam (Lag)
- VM 1986 i Aachen (Lag)
- VM 1990 i Stockholm (Individuellt)
- EM 1983 i Hickstead (Lag)
- EM 1983 i Hickstead (Individuellt)
- EM 1987 i St Gallen (Individuellt)
- EM 1991 i La Baule (Lag)
- EM 1993 i Gijón (Lag)
- EM 1995 i St Gallen (Lag)

Brons
- VM 1982 i Dublin (Lag)
- VM 1990 i Stockholm (Lag)
- VM 1998 i Rom (Lag)
- EM 1985 i Dinard (Individuellt)
- EM 1997 i Mannheim (Lag)
- EM 2007 i Mannheim (Lag)

Övriga meriter
- Rankad 4:a på världslistan mellan maj 2005 och april 2006 då han gick i pension
- Har vunnit världscupen två gånger (1990 och 1991)
- Har vunnit prestigefyllda King George V's Cup tre gånger (1986, 1990 och 1997)
- Var medlem i brittiska landslaget i 31 år med 37 segrar.

Han gör också hundtäcken och märket på det brukar heta obtrack och är oftast svart o vitt eller rött och svart.

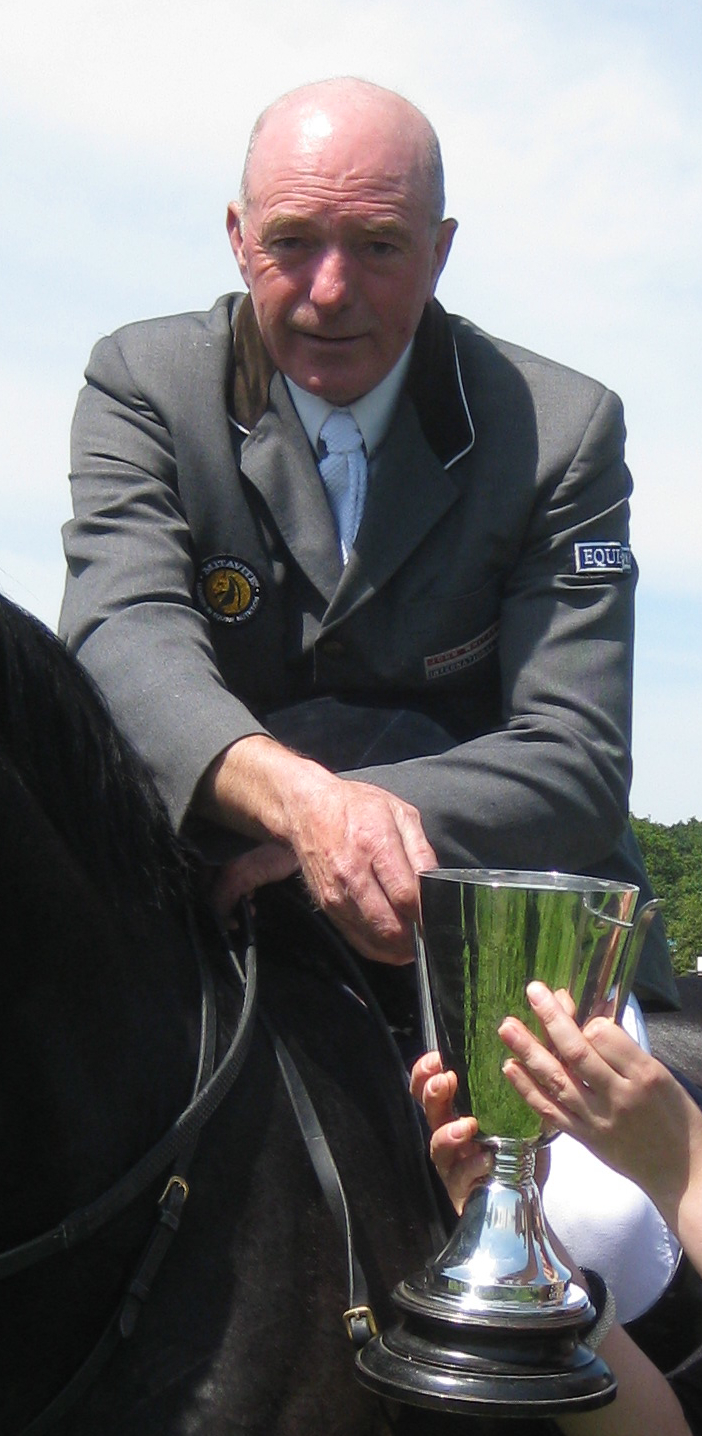
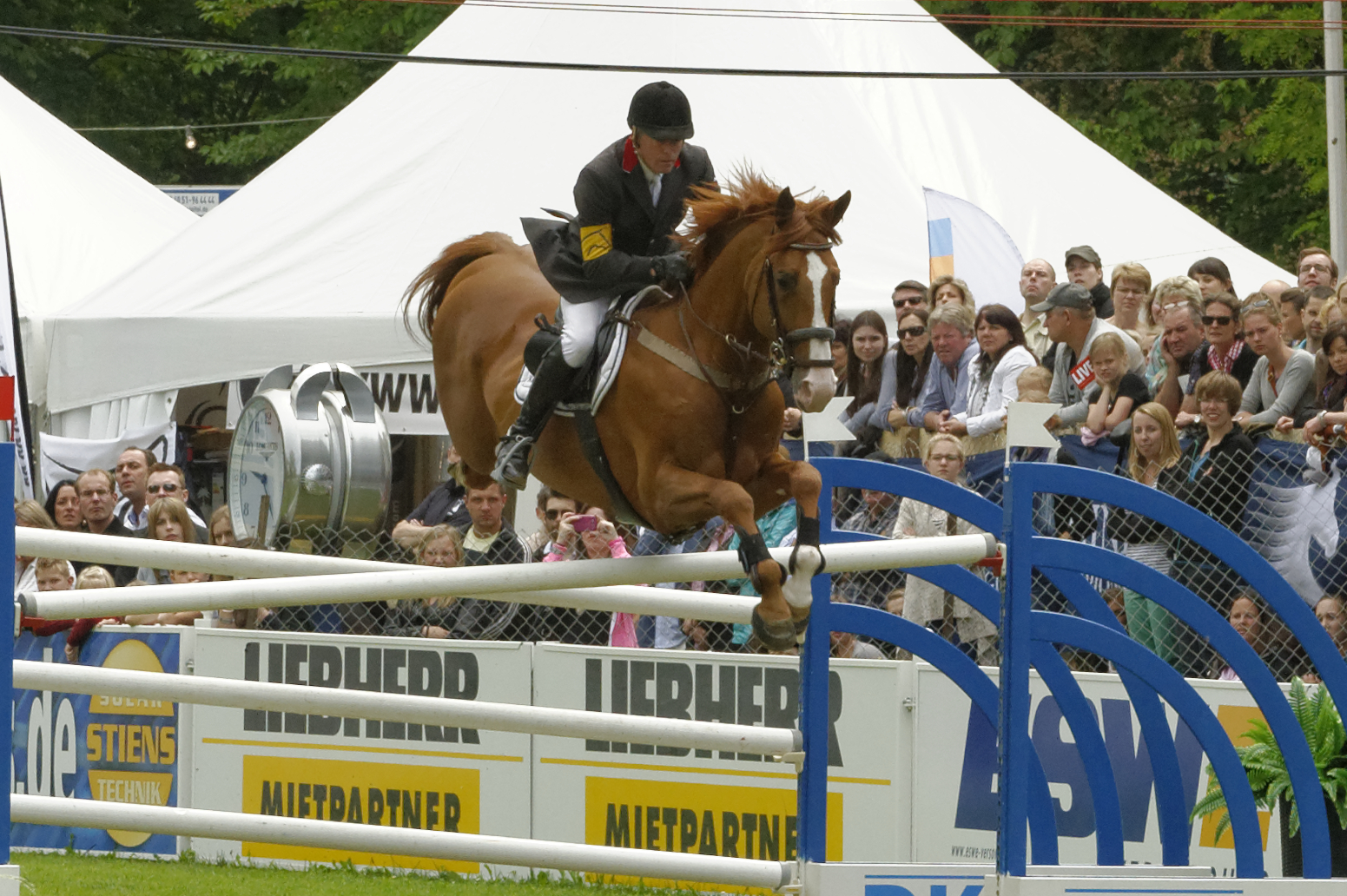
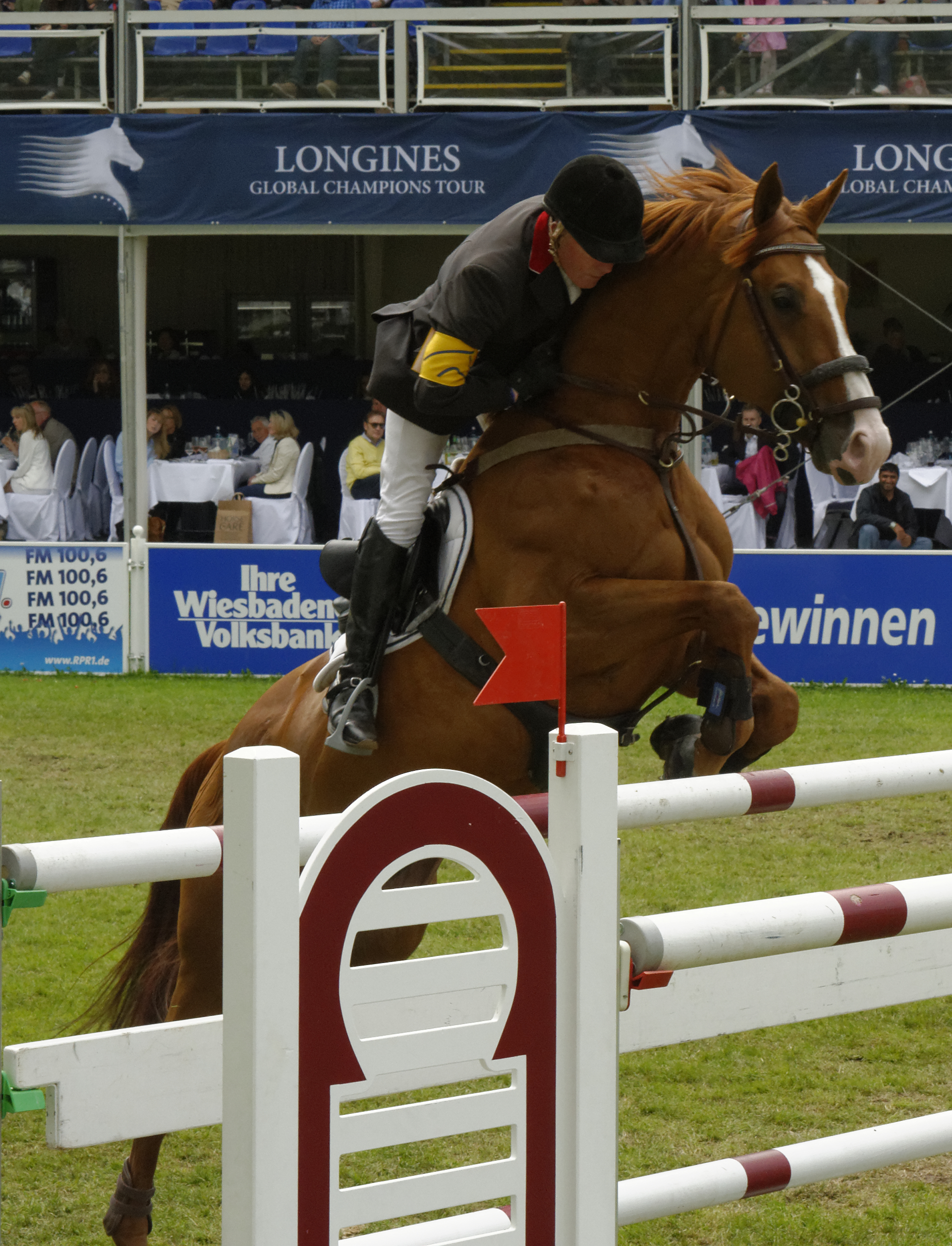
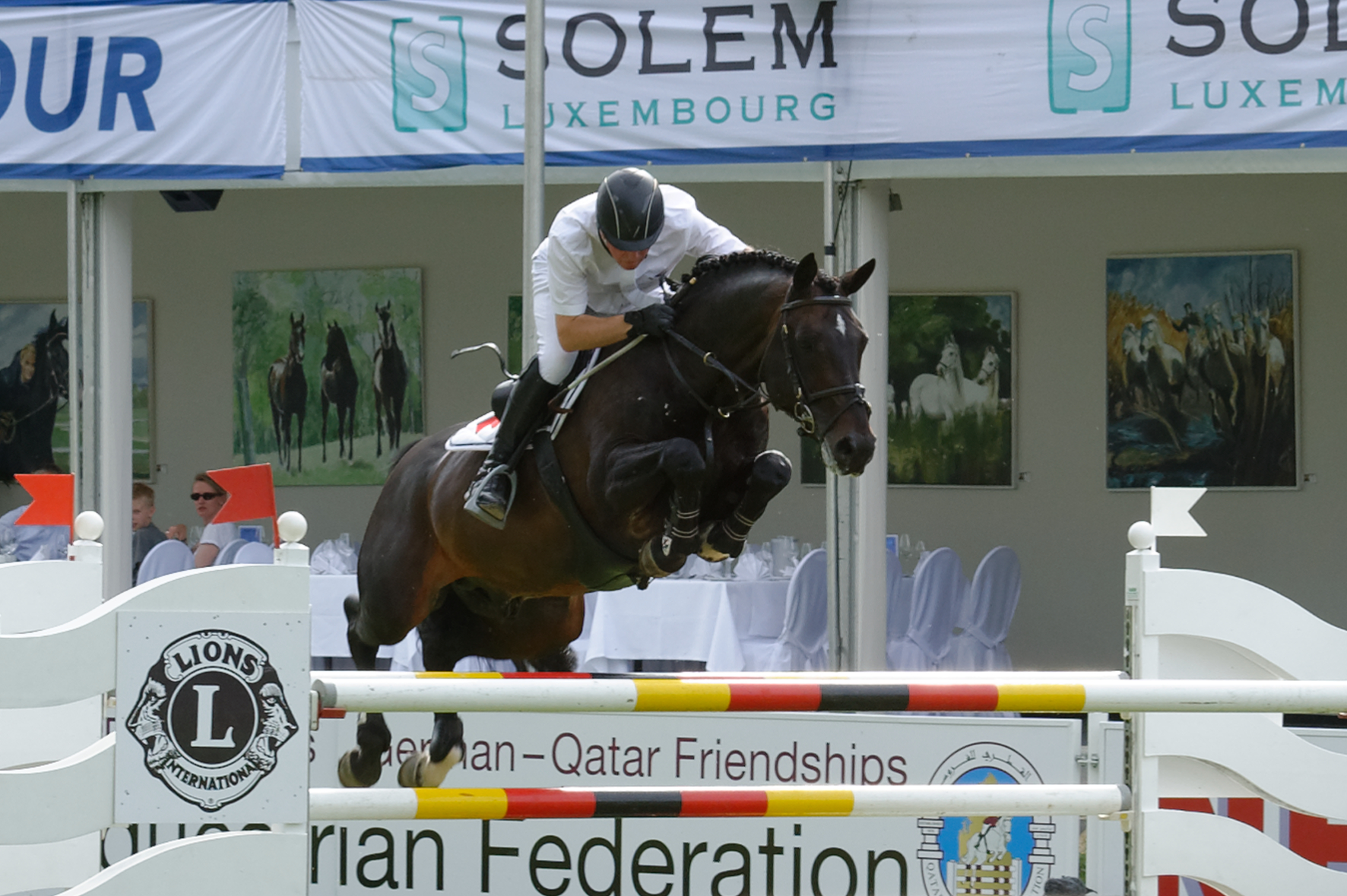
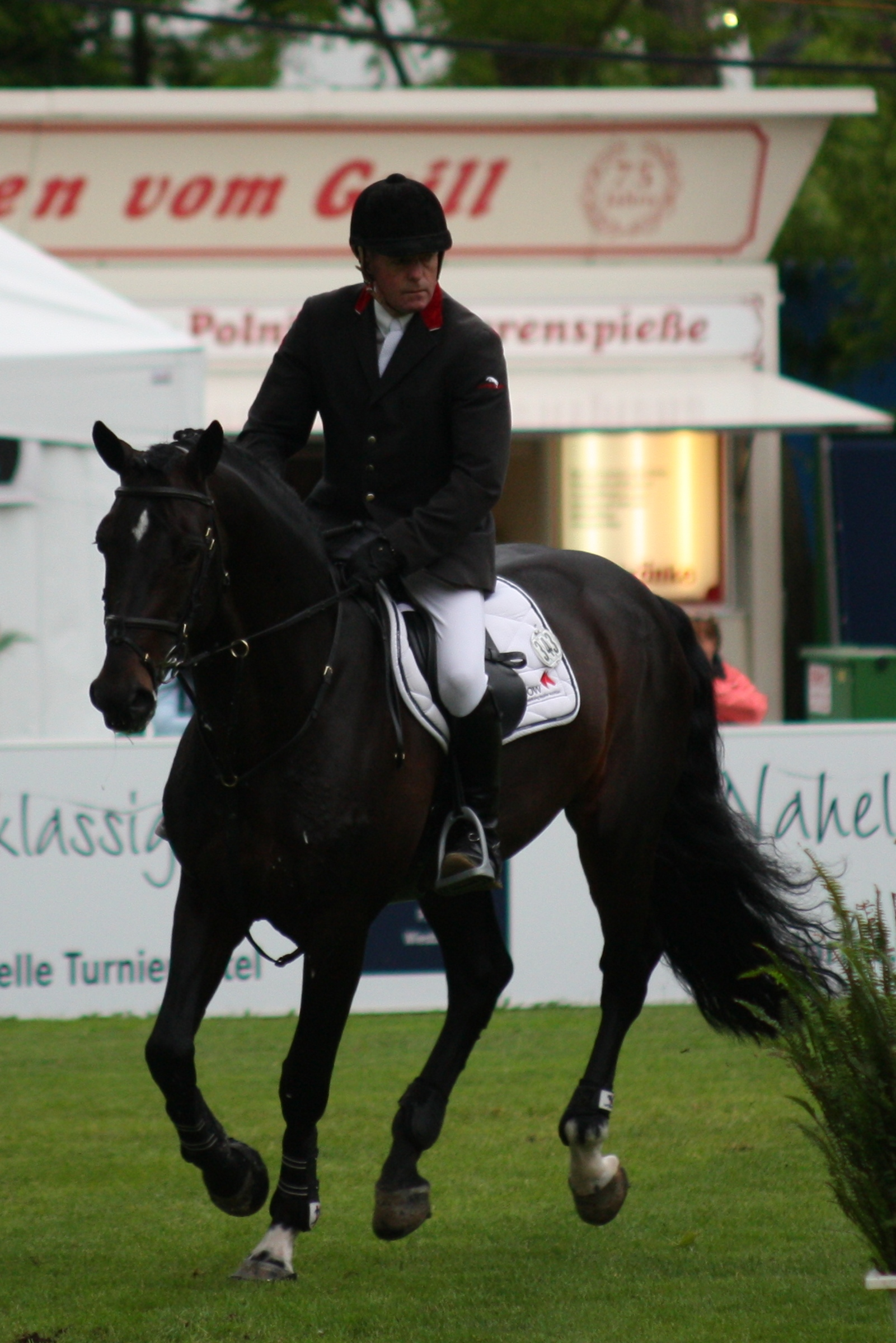

## Topphästar
- Ryans Son, f. 1967 , brun halvblodshäst
- Milton, f. 1977, vit Holländskt varmblod e:Marius
- Welham, f. 1980, mörkbrun fullblodskorsning e:Hayrick XX
- Exploit Du Roulard, f. 1992, brun varmblodshäst e:In Chala A
- Peppermill f.1997, mörkbrun varmblodshäst e:Burggraaf